# 小行星3829
小行星3829  群馬（英語：3829 Gunma）是一颗围绕太阳公转的小行星。1988年3月10日，小島卓雄在千代田发现了此天体，以日本群馬縣命名。
这颗小行星的绝对星等为12.1等。